# Emmislövs socken
Emmislövs socken i Skåne ingick i Östra Göinge härad, ingår sedan 1974 i Östra Göinge kommun och motsvarar från 2016 Emmislövs distrikt.
Socknens areal är 26,24 kvadratkilometer land.  År 2000 fanns här 676 invånare. Den östligaste delen av tätorten Broby samt kyrkbyn Emmislöv med sockenkyrkan Emmislövs kyrka ligger i socknen.

## Administrativ historik
Socknen har medeltida ursprung. 
Vid kommunreformen 1862 övergick socknens ansvar för de kyrkliga frågorna till Emmislövs församling och för de borgerliga frågorna bildades Emmislövs landskommun. Landskommunen förenades 1952 med Östra Broby landskommun till Broby landskommun vilken uppgick 1974 i Östra Göinge kommun. Församlingen uppgick 2014 i Broby-Emmislövs församling.
1 januari 2016 inrättades distriktet Emmislöv, med samma omfattning som församlingen hade 1999/2000.  
Socknen har tillhört län, fögderier, tingslag och domsagor enligt vad som beskrivs i artikeln Östra Göinge härad. De indelta soldaterna tillhörde Norra skånska infanteriregementet, Livkompaniet och Skånska dragonregementet, Östra Göinge skvadron, Östra Göinge kompani.

## Geografi
Emmislövs socken ligger norr om Kristianstad med Helge å i väster. Socknen är en odlad slättbygd med småkuperad skogsbygd i nordost.

## Fornlämningar
Från stenåldern finns en hällkista. Från bronsåldern finns gravhögar och skålgropsförekomster. Från järnåldern finns/har funnits ett gravfält och resta stenar.

## Namnet
Namnet skrevs 1407 Ämidhzlöf och kommer från kyrkbyn. Efterleden innehåller löv, 'arvegods'. Förleden innehåller troligen ett mansnamn ovisst vilket..
Namnet skrevs före 1940 även Emislövs socken och Emitslövs socken. Den nuvarande stavningen fastställdes enligt beslut den 23 augusti 1940.